# 32K-445
Die 32K-445 (ehemals R384) ist eine Fernstraße regionaler Bedeutung in Russland. Sie führt von Kemerowo in südlicher Richtung über Leninsk-Kusnezki nach Nowokusnezk. Die 32K-445 ist zwischen Kemerowo und Leninsk-Kusnezki als Autobahn und zwischen Leninsk-Kusnezki und Nowokusnezk als Schnellstraße ausgebaut.

## Allgemeines
Die Besonderheit besteht darin, dass es sich bei der 32K-445 um eine regionale Straße und nicht um eine Straße von föderaler Bedeutung handelt, die jedoch den Status einer hochrangigen Straße besitzt, da sie sowohl als Autobahn als auch als Schnellstraße ausgebaut wurde und zudem die erste Autobahn in Sibirien ist. Der Bau der 32K-445 begann 1969 in Novokunezk und wurde am 21. Oktober 1996 bis zur Stadt Leninsk-Kusnezki fertiggestellt. Der Bau der 32K-445 zwischen Kemerowo und Leninsk-Kusnezki begann 2005 und wurde am 17. August 2019 fertiggestellt und für den Verkehr freigegeben. Die zulässige Höchstgeschwindigkeit auf dem Autobahnabschnitt beträgt 130 km/h, auf dem Schnellstraßenabschnitt 110 km/h.

## Straßensanierung zwischen Leninsk-Kusnezki und Nowokusnezk
Von 2018 bis 2020 wurde die Schnellstraße zwischen Leninsk-Kusnezki und Nowokusnezk saniert. Dabei erhielt die Straße eine neue Asphaltdecke sowie Leitplanken zwischen den beiden Richtungsfahrbahnen. Außerdem wurden einige Brückenbauwerke erneuert. Grund für die Sanierung war der schlechte Zustand der Schnellstraße. Die zulässige Höchstgeschwindigkeit lag zwischen 70 und 90 km/h. Nach Abschluss der Sanierungsarbeiten am 10. Juli 2020 wurde die zulässige Höchstgeschwindigkeit auf 110 km/h erhöht.